# Marwa Dabaieh
Marwa Dabaieh er en egyptisk arkitekt og professor i miljøvenlig og Bæredygtighed arkitektur ved Institut for Arkitektur og Medieteknologi ved Aalborg Universitet.
Dabaieh forsker inden for bæredygtig arkitektonisk bevarelse, bæredygtigt design og energieffektive bygninger. Hun har tidligere været tilknyttet BioGeometry®.

## Uddannelse
Dabaieh er kandidat i Miljøplanlægning og Design og færdiggjorde i 2011 sin PhD-uddannelse i Lokal Arkitektur ved Lund Universitet i Sverige.

## Karriere og Priser
Marwa Dabaieh blev ansat som professor ved Aalborg Universitet i 2018 inden for Miljø- og Bæredygtig Arkitektur. Derudover er hun Docent i nulemission ved Malmö Universitet i Sverige. 
Dabaieh modtog den svenske Elna Bengtssons stiftelsespris for videnskabelig forskning i 2012 for sit PhD projekt.
Dabaieh har udgivet fire bøger om arkitektur samt over 60 publikationer inden for energieffektive bygninger, passivt design, deltagerbaserede undersøgelser, bæredygtig bevaring, miljødesign, vernakulær arkitektur og BioGeometry®. Hun har desuden deltaget i flere Designprojekter i Egypten, MENA-regionen (Mellemøsten og det nordlige Afrika) og Europa.